# أرت كروفت
أرت كروفت (بالإنجليزية: Art Croft)‏ هو لاعب كرة قاعدة أمريكي، ولد في 23 يناير 1855 في سانت لويس في الولايات المتحدة، وتوفي بنفس المكان في 16 مارس 1884 بسبب ذات الرئة.

## وصلات خارجية
- أرت كروفت على موقعبيزبول رفرنس.كوم (الدوري الرئيسي) (الإنجليزية)
- أرت كروفت على موقعبيزبول رفرنس.كوم (الدوري الثانوي) (الإنجليزية)
- أرت كروفت على موقع مشجعي الرسوم البيانية (الإنجليزية)